# Zimirina hirsuta
Zimirina hirsuta là một loài nhện trong họ Gnaphosidae.
Loài này thuộc chi Zimirina. Zimirina hirsuta được Mordecai Cubitt Cooke miêu tả năm 1964.